# Nanolitro
Se trata de una unidad de volumen equivalente a la milmillonésima parte de un litro, representada por el símbolo nl o nL. Su utilización es poco frecuente, aunque como medida de volumen se utiliza a nivel científico en algunas técnicas de análisis químico, como la electroforesis capilar, donde se inyectan cantidades de muestra de unos pocos nanolitros  o en el análisis mediante nano-HPLC, técnica cromatográfica derivada del HPLC, que utiliza columnas con diámetros por debajo de las 100 micras, lo que obliga a emplear caudales de fase móvil de menos de 500 nL/min con volúmenes de inyección de muestra del orden de los 5 nanolitros.
También equivale a 0,001 milímetros cúbicos.
1 nL = 10−9 L= 0,001 mm³

### Equivalencias
- 1 nL = 1000 picolitros (pL)
- 1 nL = 0,001 microlitros (μL)
- 1 nL = 0,000001 mililitros (mL), (10-6 L)
- 1 nL = 0,0000001 centilitros (cL), (10-7 L)
- 1 nL = 0,00000001 decilitros (dL), (10-8 L)
- 1 nL = 0,000000001  litros (L), (10-9 L)